# Ивановка (Старошайговский район)
Ивановка — посёлок в Старошайговском районе Мордовии в составе Старофёдоровского сельского поселения.

## География
Находится на расстоянии примерно 28 километров по прямой на северо-восток от районного центра села Старое Шайгово.

## Население
Постоянное население составляло 25 человек (русские 100 %) в 2002 году, 17 в 2010 году.